# Tania Krosse
Tania Krosse är en svensk målare, fotograf och ikonmålare, utbildad vid Konsthögskolan i Moskva, Ryssland 1980–1985.

## Representation
Tania Krosses verk finns på museer i USA och Ryssland (Milwaukee Public Museum USA, Modesto Art Museum USA, Surgut Fine Art Museum Ryssland, Yaroslavl Fine Art Museum Ryssland, The Gallery of Contemporary Art at Sacred Heart University Fairfield USA, Narva Museum Estland, Krasnoyarsk Art Centre Ryssland) i Tyskland och Nederländerna (Ikonen-Museum Recklinghausen Tyskland, Steinfeldt kloster Tyskland, Museum of Instant Images Beckershagen Nederländerna).
I Sverige finns hennes verk på Nordiska Travmuseet Årjäng, på Vadstena kloster samt i kommuner och landsting.